# حافظ مامادوف
حافظ مامادوف (بالأذرية: Hafiz Məmmədov)‏ هو مسير أعمال أذربيجاني، ولد في 2 ديسمبر 1964 في نخجوان في أذربيجان.